# Louis Viret
Pour les articles homonymes, voir Viret.
Louis Viret est un acteur français, né Louis Gaston Viret-Benot le 14 octobre 1917 dans le 2e arrondissement de Lyon, et mort le 8 juillet 1974 à Caen.

## Filmographie

### Cinéma
- 1950 : Porte d'Orient de Jacques Daroy
- 1952 : La Tournée des grands ducs d'André Pellenc et Norbert Carbonnaux : Un présentateur
- 1953 : Cet homme est dangereux de Jean Sacha
- 1953 : Mon frangin du Sénégal de Guy Lacourt : Le colleur d'affiches
- 1954 : Bonnes à tuer d'Henri Decoin
- 1954 : Pas de souris dans le bizness d'Henry Lepage
- 1954 : La Tour de Nesle d'Abel Gance : Le chef des assassins
- 1955 : Cette sacrée gamine (Mademoiselle Pigalle) de Michel Boisrond
- 1955 : Gueule d'ange de Marcel Blistène : Flampin, le bistrot
- 1955 : On déménage le colonel de Maurice Labro : Le fils Donnadieu
- 1955 : Paris Canaille (Paris coquin) de Pierre Gaspard-Huit
- 1955 : Si Paris nous était conté de Sacha Guitry : Un gardien de prison
- 1955: Toute la ville accuse (Mille et un millions) de Claude Boissol
- 1956 : Bonjour Toubib de Louis Cuny
- 1956 : Bonsoir Paris, bonjour l'amour de Ralph Baum et H. Leitner
- 1956 : Le Colonel est de la revue (Soirée en faux colts) de Maurice Labro
- 1956 : Fric-frac en dentelles de Guillaume Radot
- 1956 : La Loi des rues de Ralph Habib
- 1956 : Les carottes sont cuites (Culottes courtes) de Robert Vernay
- 1956 : Mitsou de Jacqueline Audry
- 1956 : La Roue d'André Haguet
- 1956 : Sylviane de mes nuits de Marcel Blistène,
- 1956 : La Traversée de Paris de Claude Autant-Lara : Le cycliste
- 1957 : Les Suspects de Jean Dréville : L'agent de la D.S.T.
- 1957 : Le désir mène les hommes de Mick Roussel
- 1957 : Tous peuvent me tuer d'Henri Decoin : Le patron du bistrot qui fredonne des airs d'opéra
- 1958 : Julie la Rousse de Claude Boissol : Le garagiste
- 1960 : Vers l'extase de René Wheeler
- 1960 : Boulevard de Julien Duvivier
- 1961 : Cartouche de Philippe de Broca
- 1961 : La Fille du torrent de Hans Herwig
- 1961 : Les Livreurs de Jean Girault
- 1961 : Tout l'or du monde de René Clair et Claude Pinoteau
- 1962 : Mélodie en sous-sol d'Henri Verneuil : Un voyageur du train de banlieue
- 1963 : Faites sauter la banque de Jean Girault : Un voisin
- 1963 : Maigret voit rouge de Gilles Grangier : Le patron de café
- 1963 : Charade de Stanley Donen : L'employé du métro
- 1964 : Le Corniaud de Gérard Oury
- 1964 : L'Abonné de la ligne U de Yannick Andreï
- 1964 : Les Gorilles de Jean Girault
- 1964 : Week-end à Zuydcoote d'Henri Verneuil : Le chauffeur du lieutenant
- 1965 : Galia de Georges Lautner
- 1965 : Les Bons Vivants de Gilles Grangier et Georges Lautner (sketch Les Bons Vivants) : le photographe de l'amicale
- 1965 : Un milliard dans un billard de Nicolas Gessner : Un policier
- 1966 : Belle de jour de Luis Buñuel
- 1966 : Monsieur le président-directeur général (Appelez-moi Maître) de Jean Girault
- 1966 : Le Soleil des voyous de Jean Delannoy : L'employé aux immondices